# Hulla
L'hulla és un combustible fòssil amb una riquesa entre el 74% i el 94% de carboni i un contingut en volàtils que oscil·la entre el 20% i el 35%. La resta és aigua, aire, hidrogen i sofre. I el contingut energètic és d'entre 24 i 35 MJ/kg per a mostres seques. És negre o marró fosc i no gaire brillant, més aviat un negre opac. Crema amb dificultat, i quan ho fa crema amb una flama grogosa. Es diferencia del lignit pel seu major poder calorífic (entre 20 i 29 MJ/kg). Conté una substància semblant al quitrà anomenada bitumina. És de millor qualitat que el lignit però de pitjor qualitat que l'antracita. Se sol formar a partir d'aplicar pressió sobre el lignit. Sol ser de color negre o marró fosc amb bandes visibles brillants entre bandes de color mat.
A escala mundial l'hulla és el carbó estàndard i el més comercialitzat, ja que la torba i el lignit no tenen un preu prou alt que justifiqui el seu transport i comercialització a llargues distàncies i l'antracita és escassa i cara.
En la revolució industrial se'l va denominar carbó de pedra. S'utilitzava com a combustible en la siderúrgia. S'usava per a obtenir gas de ciutat i una gran quantitat de productes químics.
Per l'alt grau de transformació que ha sofert poques vegades conté fòssils de la matèria vegetal que el constitueix.

## Origen
Com els altres carbons l'hulla és una roca sedimentària formada per la compressió diagenètica i submetamòrfica de la torba.

## Classificació
Es fa d'acord amb la reflectància de la vitrinita, contingut en humitat, en substàncies volàtils, en cendres i la plasticitat. Les hulles més preuades són les de menor contingut en cendres principalment pel que fa a carbonats, fòsfor i sofre.
La plasticitat és crucial per al coc, ja que representa l'habilitat de formar fases plàstiques durant el procés de coc, que es mesura amb testos de dilatació del carbó. És important que continguin baix contingut en sofre, perquè és perjudicial en l'elaboració d'acers.
El contingut de compostos volàtils dona una idea de l'eficiència energètica en cremar el carbó bituminós, ja que els compostos combustibles estaran més accessibles. Si hi ha poca volatilitat, serà difícil que el carbó es comenci a cremar encara que tingui un contingut energètic molt alt.
Interessa que el contingut en cendres sigui baix per a reduir el contingut de matèria que cal llençar en cremar el carbó. A més, els carbonats s'enganxen a les parets del sistema de combustió i el deterioren. Els sulfurs poden arribar a formar part del smog i crear pluja àcida.

### Carbó de ferreria
És un carbó bituminós d'alta qualitat molt adequat per a la ferreria en tenir un contingut molt baix en cendres, sofre i altres impureses.

### Carbó d'espelma
És una hulla que comença a cremar molt fàcilment i produeix una flama molt brillant. Té un contingut alt en compostos volàtils. Aquest tipus de combustible està en desús.

## Usos principals
- Combustible: L'hulla proporciona, mundialment, el 40% de l'energia elèctrica obtinguda a partir del carbó.
- Carbó de coc: És un procés de cocció intermedi que elimina diversos components volàtils i la base per a processos industrials com la producció d'acer. Cal també reduir al màxim la cendra. L'hulla per la seva abundància és el principal material base per l'obtenció de carbó de coc.